# Bozcaada

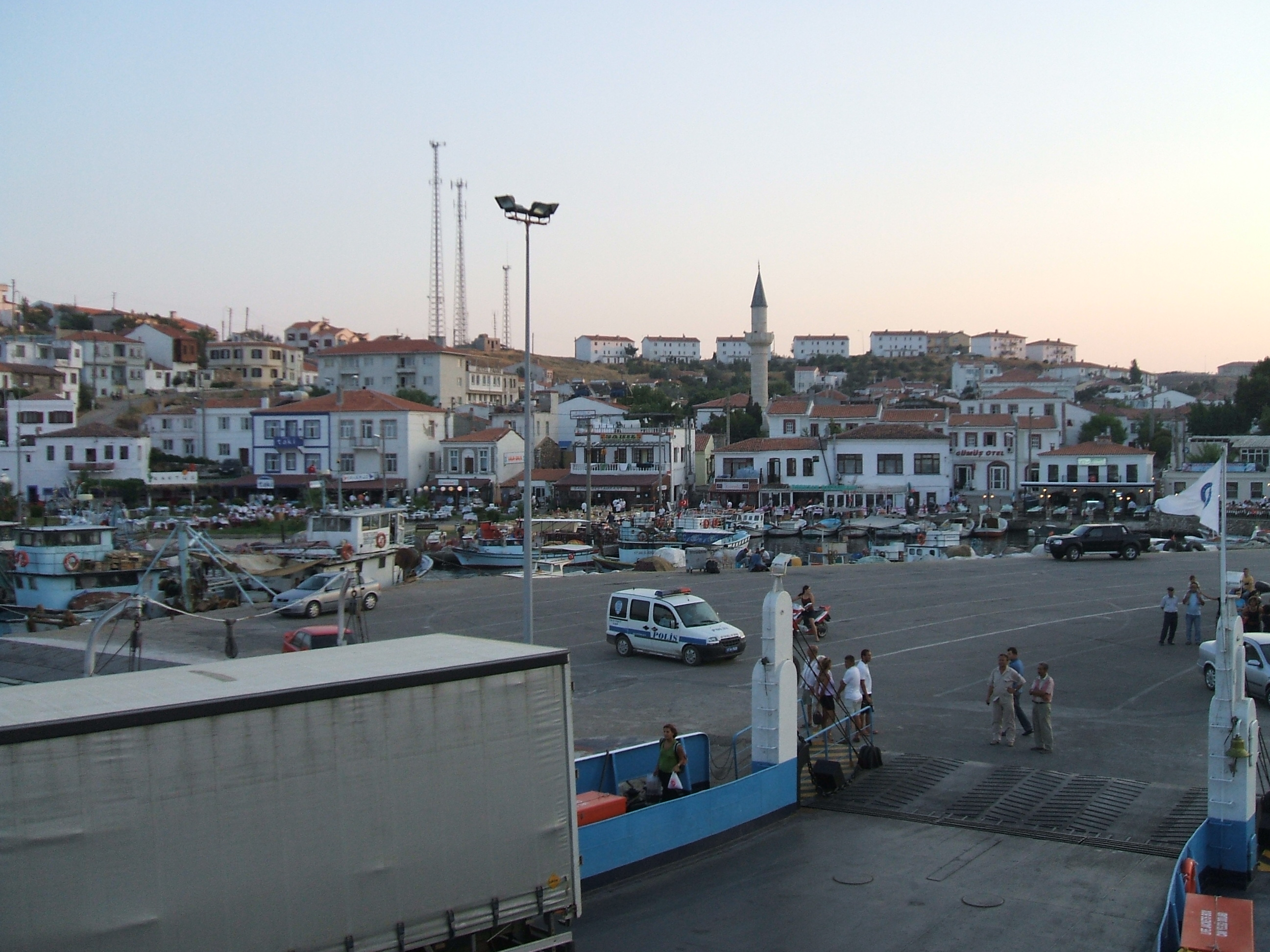
Hafen (2008)

Bozcaada (griechisch Τένεδος Ténedos) ist eine Insel in der Nordost-Ägäis bzw. im Thrakischen Meer. Die Insel ist heute ein Landkreis der türkischen Provinz Çanakkale. Sie ist die drittgrößte Insel des Landes und etwa 37 km² groß.

## Geographie
Bozcaada liegt etwa 4 Seemeilen vom Hafen Yükyeri in Geyikli auf dem anatolischen Festland entfernt. Die höchste Erhebung der Insel ist der Hügel Göztepe mit einer Höhe von 192 Meter.
Zum Landkreis Bozcaada gehört neben der Insel Bozcaada auch die kleine Inselgruppe Karayer Adaları mit den Inseln Tavşan, Yılan, Orak und Pırasa, acht bis zehn Kilometer nordöstlich.

## Geschichte
Obwohl die Insel während der letzten Kaltzeit, als der Meeresspiegel bis zu 120 m tiefer lag als heute, mit dem Festland und den Nachbarinseln Gökçeada, Samothrake, Lemnos verbunden war, lässt sich eine Besiedlung durch Jäger und-Sammler nicht belegen. Gökçeada (früher: Imbros) wurde von Angehörigen einer Ackerbauerkultur bereits um 6500 v. Chr. erreicht. Zu dieser Zeit lag die Insel bereits vor der Küste, der Meeresspiegel lag noch 12 bis 18 m unter dem heutigen.
Bozcaada wurde spätestens im frühen 3. Jahrtausend v. Chr. besiedelt, wobei die ausgegrabene Siedlung einen Kilometer westlich des Hafens lag. Sie ließ sich der Zeit zwischen 2920 und 2350 v. Chr. zuordnen. Das älteste Gebäude ist ein kleines, rechteckiges Bauwerk, während die Steinkistengräber erst genutzt wurden, als dieses Gebäude bereits aufgegeben war, bzw. wurde eines partiell für die Gräber abgerissen. Es kann, wenn es als Wohnhaus genutzt worden ist, kaum mehr als zwei oder drei Menschen beherbergt haben. Die Anlage der Gräber zerstörte dieses und ein weiteres Gebäude aus Lehmziegeln. Die Toten wurden mit dem Kopf grob Richtung Westen ausgerichtet. Steinkisten kommen auch in Westanatolien vor, jedoch viel häufiger auf den spätneolithischen Kykladen. Die wenigen Grabbeigaben lassen anatolischen Einfluss erkennen. Dabei spielten die beiden Buchten im Osten der Insel schon sehr früh eine Rolle für die Seefahrt.
Archäologische Grabungen in der Nekropole erwiesen, dass die Keramik aus dem 7. Jahrhundert v. Chr. sich bis in die Späte Bronzezeit recht einheitlich darstellte (graue Ware); die Insel unterlag bis dahin weiterhin Einfluss durch die Kulturen des anatolischen Festlandes. Folgt man Homer (Ilias 1.38, I.452, XI.625, XIII.33; Odyssee III.159), so war bereits zu dieser Zeit die wichtigste Einrichtung auf der Insel der Schrein des Apollo Smintheus („Ratten-“ oder„Mäusevertilger“). Während seit der Bronzezeit ein erheblicher Einfluss der Dorer und von Kreta mit nahöstlichen Elementen anhand der Keramik belegbar ist, wuchs der Einfluss attischer und korinthischer Ware im 6. Jahrhundert stark an. Bis dahin dominierte die besagte Graue Ware, ähnlich wie auf Lesbos, Lemnos, Samothrake und Thasos sowie entlang der westanatolischen Küste und dem ägäischen Thrakien. Diese Ware wurde traditionell äolischen Zuwanderern zugeschrieben, die, nach Pindar, bereits in der Folge des Trojanischen Krieges auf die Insel gekommen sein sollten. Im von Homer beschriebenen sagenhaften Trojanischen Krieg versteckten sich die griechischen Krieger auf der Insel Tenedos, nachdem sie vor den Toren Trojas das hölzerne Trojanische Pferd aufgestellt und die Troas zum Schein in Richtung Griechenland verlassen hatten. Auf Tenedos warteten sie bis zur Nacht, um heimlich zurückzukehren und Troja zu erobern. Pindar zufolge hatte Peisandros, ein legendärer spartanischer Kolonisator, die Neuankömmlinge nach Tenedos gebracht. Gegen eine solche Zuwanderung sprechen inzwischen neben den archäologischen auch linguistische Argumente.
Von 493 v. Chr. an gehörte die Insel zum Persischen Reich. 334 v. Chr. wurde sie von den Truppen Alexanders des Großen erobert.

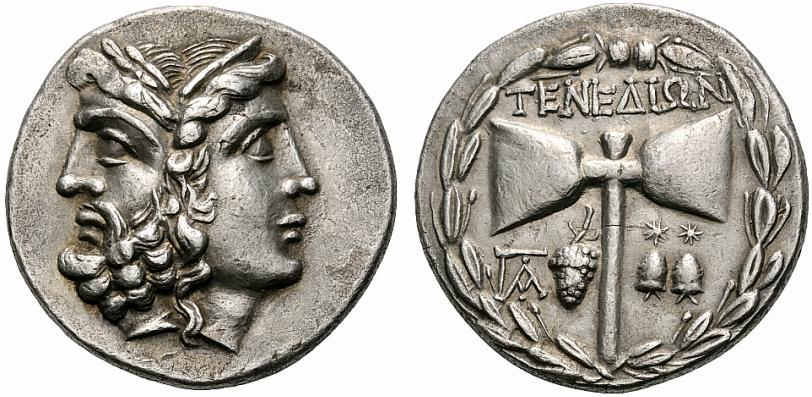
Silbermünze aus der Zeit zwischen 100 und 70 v. Chr., links Zeus, rechts Hera

Die Insel fiel im Jahr 146 v. Chr. an das Römische Reich. Für das Oströmische Reich war die Insel insofern von hoher militärischer Bedeutung, als sich dort eine Station der Kriegsflotte befand. Die Insel gehörte der Provinz Insulae, bzw. Nesoi der Diözese Asiane an. In mittelbyzantinischer Zeit gehörte sie zum Thema Aigaion Pelagos.
Spätestens 431 befand sich dort der Sitz eines Bischofs, wahrscheinlich schon 342. Zwischen 478 und 491 zerstörte ein Erdbeben die Insel. Daher wohl wurde unter Justinian I. ein Getreidespeicher für die Flotte errichtet. Dort wurde das von Alexandria kommende, für Konstantinopel bestimmte Getreide zwischengelagert. Spätestens ab dem 10. Jahrhundert wurde das Bistum zum Suffragan von Mytilene.

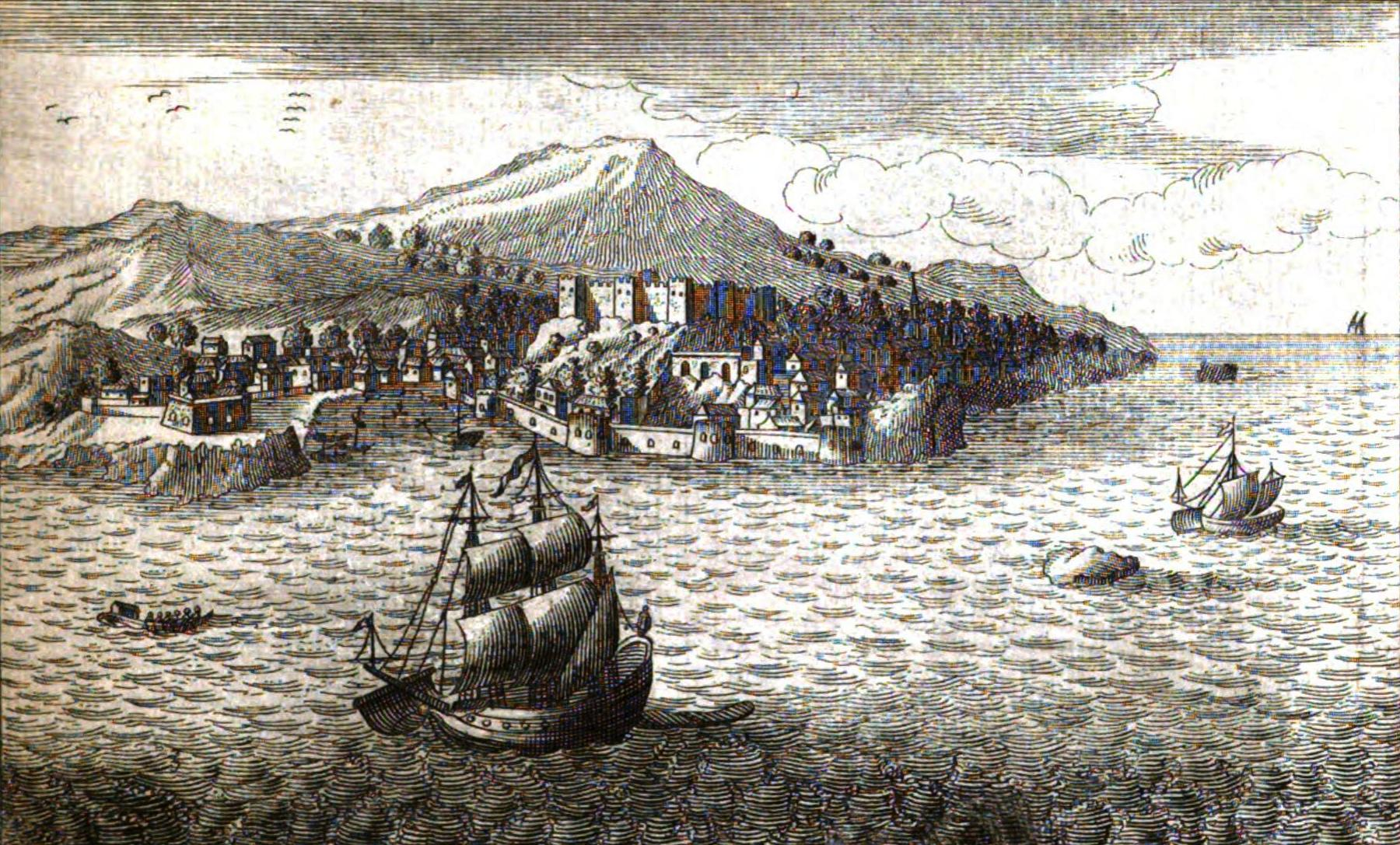
Ansicht der Insel von Joseph Pitton de Tournefort (1656–1708)

Nach der Eroberung von Konstantinopel durch ein Kreuzfahrerheer im Jahr 1204 wurde die Insel wohl dem kaiserlichen Teil zugeschlagen. Doch zunächst wurde die Insel eher zum „Piratennest“ (Johannes Koder). Etwa Mitte des 13. Jahrhunderts kämpfte das Byzantinische Reich mit der Republik Venedig und der Republik Genua um die Herrschaft über die Insel. Ab dem 2. Viertel des 14. Jahrhunderts war Tenedos Sitz eines eigenen Metropoliten. Während des Bürgerkrieges stand die Insel auf Seiten Johannes’ V. Palaiologos und wurde von den Genuesen geplündert. Diese verpfändeten 1352 die Insel für 20.000 Dukaten an Venedig. Als dieses 1376 die Insel besetzte löste dies einen vierjährigen Krieg mit Genua aus. Der Frieden von Turin sah nicht nur eine Entmilitarisierung der Insel vor, sondern eine vollständige Entvölkerung. Diese wurde 1385 abgeschlossen. Wahrscheinlich ab 1405 setzte die Neubesiedlung ein. Als Befestigungspläne umgesetzt werden sollten, setzte sich Genua 1431 dagegen zur Wehr.
1454 wurde die Insel von den Truppen Mehmeds II. erobert und Teil des Osmanischen Reichs. 1478/79 begann der Neubau der trotz mehrerer Umbauten bis heute erhaltenen Festung.
Bozcaada wurde zusammen mit Gökçeada nach dem Griechisch-Türkischen Krieg 1922/23 im Vertrag von Lausanne der Türkei zugesprochen und demilitarisiert. Im Vertrag von Lausanne vereinbarten Griechenland und die Türkei einen gegenseitigen Bevölkerungsaustausch, eine der Ausnahmen von dieser Zwangsumsiedlung betraf die Griechen Bozcaadas. Die meisten Griechen verließen die Insel daraufhin, kehrten aber innerhalb einiger Jahre zumeist wieder zurück. Doch im Zuge der „ethnischen Säuberungspolitik“ der Türkei in den 1950er Jahren wurde das Gros der griechischen Bevölkerung wieder vertrieben.

## Wirtschaft
Von der Antike bis in die frühe Neuzeit war Tenedos ein bedeutender Hafen am südlichen Eingang der Dardanellen. Darüber hinaus ist mindestens seit dem 6. Jahrhundert v. Chr. Weinbau auf der Insel bezeugt. Tourismus ist heute wichtigster Wirtschaftszweig der Insel, daneben sind Erzeugung von Windenergie, Fischerei und Anbau von Mohn wichtige Wirtschaftsfaktoren der Insel.

## Sehenswürdigkeiten

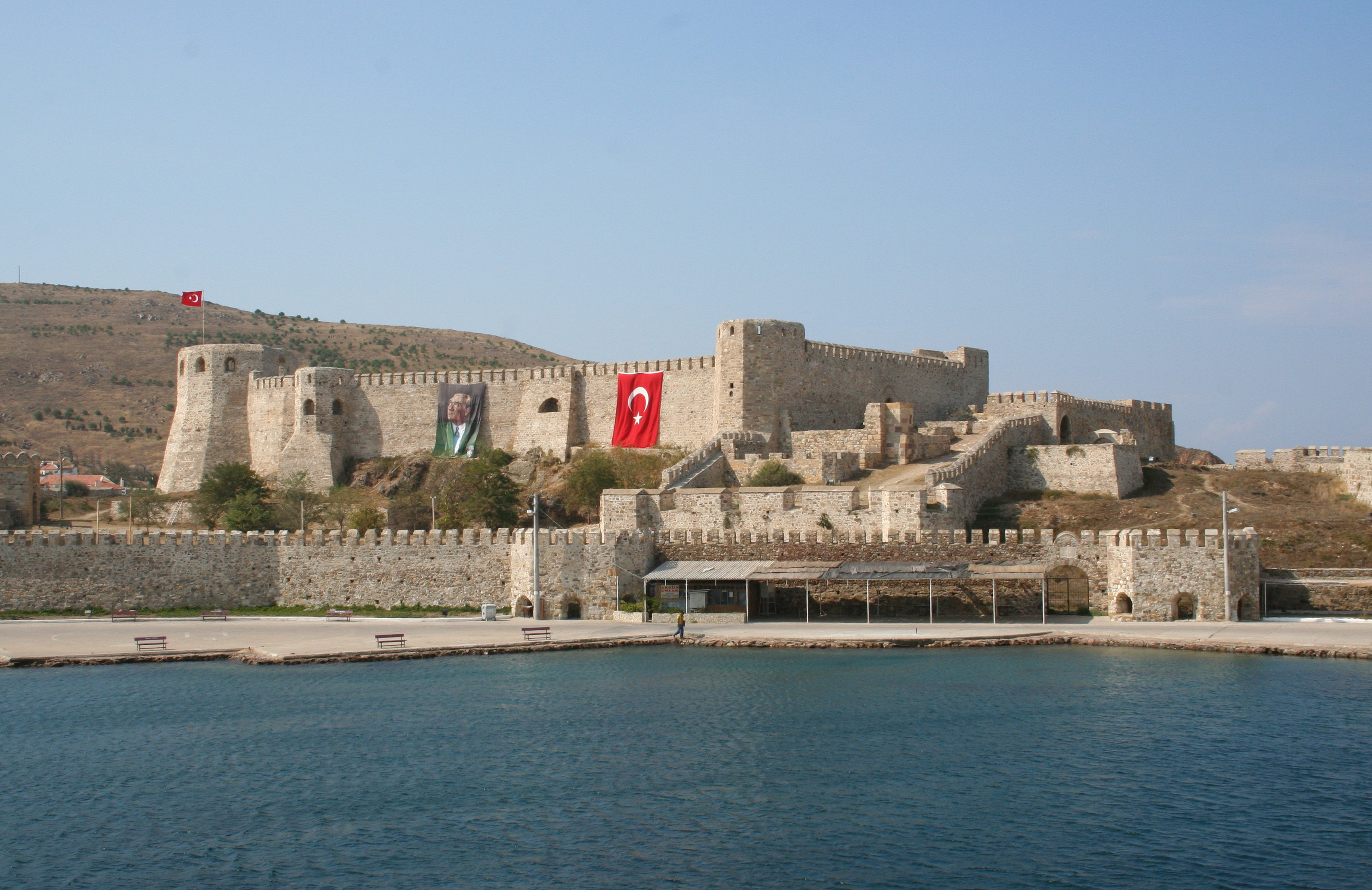
Die Festung Bozcaada, 2006

Die Festung im Hafen der Insel, die Genuesern, Venezianern und Byzantinern gedient haben soll, ist unbekannten Ursprungs. In ihrer heutigen Form wurde sie unter Mehmet II. errichtet und 1703–1706, 1714–1726 sowie 1815 in besonderem Maße renoviert. Die 1867 errichtete griechisch-orthodoxe Kirche steht auf dem Fundament einer Kirche, die von Venezianern erbaut worden sein soll.

## Kindergräber
Zwei Kindergräber wurden in der Nekropole von Tenedos ausgegraben. Die offenbar jung gestorben Kinder wurden mit Geschenken und Spielsachen in Pithoi bestattet. Interessant ist, dass ein Pithosgrab aus dem 6. Jahrhundert v. Chr. später in ein Pithosgrab aus dem 4. Jahrhundert v. Chr. integriert wurde. Archäologen gehen davon aus, dass eine Bronzenadel und sechs gefundene Terrakottafiguren, als Grabbeigaben ins später errichtete Pithosgrab gelegt wurden. Zwei der Figuren scheinen mit dem Dionysoskult in Verbindung zu stehen. Dies wird durch zwei Tänzerinnen in ostphrygischer Tracht deutlich. Eine Figur zeigt eine Lyraspielerin, während die übrigen drei stehende Frauen darstellen. Die Statuetten deuten an, dass die Eltern der Kinder vermutlich eine Weihe an den Gott Dionysos und Kybele vollzogen haben.

## Kultur
Das Weinfest, zu dem große Teile der griechischen Diaspora anreisen, findet jährlich am 26. Juli statt.

## Persönlichkeiten
- Kleostratos von Tenedos, Astronom in der Antike

## Partnergemeinden
- Gols, Österreich
- Beşiktaş, İstanbul